# Samtgemeinde Sögel
La comunità amministrativa di Sögel (Samtgemeinde Sögel) si trova nel circondario dell'Emsland nella Bassa Sassonia, in Germania.

## Suddivisione
Comprende 8 comuni:
1. Börger
2. Groß Berßen
3. Hüven
4. Klein Berßen
5. Sögel
6. Spahnharrenstätte
7. Stavern
8. Werpeloh

Il capoluogo è Sögel.